# Нечепоренко Володимир Макарович
Володимир Макарович Нечепоренко (нар. 14 листопада 1949, Черкаська область, місто Золотоноша) — український актор театру, кіно та дубляжу, телерадіоведучий, вокаліст. Народний артист України (1997), нагороджений орденом князя Ярослава Мудрого V ступеня та орденом «За заслуги» ІІІ ступеня,
лауреат міжнародної премії «Золотий Орфей», актор Національного академічного драматичного театру імені Івана Франка, ведучий програм Національного радіо України, професор Національної академії внутрішніх справ.

## Біографія
Народився 14 листопада 1949 року в Золотоноші Черкаської області.
Творчу діяльність розпочав у 1972 році, одразу після закінчення Київського державного інституту театрального мистецтва імені Івана Карпенка-Карого, в Київському театру юного глядача імені Ленінського комсомолу.
У 1976 році Володимир Нечепоренко був запрошений на роботу до Національного академічного драматичного театру імені Івана Франка. 
Для актора характерний, передусім, високий морально-естетичний, духовний рівень, а також гранична відповідальність за художню якість своєї роботи. Творчість Володимира Нечепоренка є своєрідним віддзеркаленням історії Національного академічного драматичного театру імені Івана Франка останніх десятиліть. Ролі, створені актором, ввійшли в антологію кращих надбань української сценічної культури: Віллі «Дикий ангел» О. Коломійця, Дем'ян Суденко «Конотопська відьма» Г. Квітки-Основ'яненка, Букін «Прощання в червні» О. Вампілова, Оберон «Сон літньої ночі» У. Шекспіра, Роббі «Візит старої дами» Ф. Дюрренматта, Ернесте Рома «Кар'єра Артура Уї» Б. Брехта, Дон Алонсо «З коханням не жартують» П. Кальдерона, Менестрель «Біла ворона» Г. Татарченка та Ю. Рибчинського.
Неординарний внутрішній світ, увага та толерантне ставлення до колег, глибоке розуміння та відчуття надзавдань національного сценічного мистецтва, помножені на постійну повсякденну роботу над собою, по праву забезпечили акторові провідне місце в колективі франківців.
У творчому доробку Володимира Нечепоренка такі знакові для українського театру образи, як: Михайло «Украдене щастя» І. Франка, Кент «Король Лір» В. Шекспіра, Вулкан «Енеїда» І. Котляревського, Пікерінг «Пігмаліон» Б. Шоу. В. М. Нечепоренко — актор, який вільно володіє будь-яким сценічним жанром від психологічної драми до мюзиклу. Про це засвідчили його ролі у таких виставах: Мортон в історичній драмі «Віват, королево!» Р. Болта, Атос в мюзиклі «Ех, мушкетери, мушкетери» Є. Євтушенка, Олександр у психологічному детективі «Сентиментальний круїз» Т. Кандали. Образ Гната Карого, що його створив актор у виставі «Назар Стодоля» Т. Шевченка, став уособленням справжніх чеснот українського лицарства. Проте абсолютно позбавлений декларативності із тонкою самоіронією, акторською й людською привабливістю його герой ніби зійшов із старовинних портретів українського бароко, коли честь і гідність були вирішальними рисами кожного українця.
Етапною у творчості Майстра стала робота над образом славнозвісного отамана Сірка у виставі «Урус-Шайтан» І. Афанасьєва. Його легендарний герой з перших же показів підкорив серця і душі глядачів неймовірною вірою у відродження нації й її вічної волелюбності і прагнення державотворення за будь-яку ціну.
Говорячи про Володимира Нечепоренка, не можна не згадати про його вагому, широкомасштабну творчість як пропагандиста української національної ідеї, культури під час виступів у численних концертах, творчих зустрічах, виступах на телебаченні та радіоефірах. Яскраво і талановито зіграв В.Нечепоренко роль ветерана Другої світової війни у відеокліпі до пісні «День Перемоги» на слова і музику Володимира Мельникова, яку виконує Елеонора Скиданова. Талановитий вокаліст. Понад 20 років веде науково-пізнавальну передачу для юнацтва «АВС» на Першому каналі Українського радіо [Архівовано 9 листопада 2017 у Wayback Machine.].
Володимир Макарович Нечепоренко щедро ділиться своїм талантом, досвідом із майбутніми митцями, вже не один рік займаючись викладацькою діяльністю.
Займався дубляжем і озвученням фільмів, серіалів, мультфільмів та реклами.

## Фільмографія
- «Лаври» (1972)
- «Будні карного розшуку» (1973)
- «Ні пуху, ні пера» (1973)
- «Р. В. С.» (1977)
- «Дощ у чужому місті» (1979)
- «Потяг надзвичайного призначення» (1979)
- «Дрібниці життя» (1980)
- «Діктатура» (1985)
- «Діаманти шаху» (1992)
- «На початку було слово» (1992)
- «Таємниця вілли» (1992)
- «Ленін у вогненному кільці» (1993)
- «Європейський конвой» (2003)
- «Вбивство у зимовій Ялті» (2006)
- «Адреналін» (2008)
- «При загадкових обставинах» (2009)
- «Коли на південь відлетять журавлі» (2010)
- «Єфросинья» (2010—2013)
- «Ярість» (2011)
- «Порох і дріб» (2012)
- «Джек Стронг» (2013)
- «Тіні незабутих предків» (2013)
- «Клан ювелірів» (2015)
- «Вчора. Сьогодні. Назавжди» (2016)
- «Забудь і згадай» (2016)
- «Ментівські війни. Одеса» (2017)
- «За правом любові» (2018)
- «Брати по крові» (2019)

## Озвучення реклами

### українською
- Nemiroff
- Балтика
- Мягков
- Чумак
- Мезим
- Лукойл
- Чудо-йогурт
- Ace
- Domestos
- Raffaello
- Щедрий Дар
- Весела корівка
- Простамол Уно
- Mennen Speed Stick
- Esso
- Camay
- Фокстрот
- UMC
- Мобілич
- Samsung
- LG
- Ukraine International Airlines

### російською
- LG
- Nemiroff
- Tikkurila
- Мир автокрепежа